# Міністр без портфеля
Міністр без портфеля — член уряду, який не керує міністерством або іншим центральним органом виконавчої влади, але має повноважне право голосу на засіданнях уряду, а також виконує окремі доручення глави уряду.
У різних країнах міністри без портфеля можуть називатися по-різному, наприклад, у Великій Британії, Індії, Ірландії, Канаді, Пакистані, Японії — державний міністр, у Німеччині — міністр з особливих справ, в Україні — міністр кабінету міністрів.